# Благо оном ко довијека живи, имао се рашта и родити
 Благо оном ко довијека живи, имао се рашта и родити, изрека Петра II Петровића Његоша српског пјесника и мислиоца, владара и владике Црне Горе у спјеву Горски вијенац.

## Латинске изреке са истим смислом
Велики римски пјесник Хорације, мислећи на своје пјесничко дјело, пјева:
| „ | Подигао сам споменик трајнији од бронзе (лат. Exegi monumentum aere perennius) | ” |

а потом опет каже да ће послије његове смрти ипак нешто преживјети:
| „ | Нећу сав умријети (лат. Non omnis moriar) | ” |

## Тумачење и поука
Онај ко неће бити заборављен, имао се зашто и родити. Иза умјетника остају да живе њихова дјела.